# 大阪市立大正西中学校
大阪市立大正西中学校（おおさかしりつ たいしょうにしちゅうがっこう）は、大阪府大阪市大正区にある公立中学校。
小中連携をすすめるために子ども協議会を開催し、生徒会が中心となって作成した学校紹介ビデオを校区内の入学予定者に視聴してもらう取り組みや、中学校生活についての質疑応答の取り組みをおこなっている。
学校敷地は、太平洋戦争の戦災により1946年に廃校になった大阪市港南国民学校の跡地を転用している。

## 沿革
大阪市立大正中央中学校の学校規模が過大化したため、同校の分校が1955年に現在地に設置された。分校は、当時の大正中央中学校校区のうち南恩加島・鶴町両小学校校区の1年生を収容する地域分校として運営された。
翌1956年には大阪市立大正西中学校として独立開校した。開校当初は1・2年生を本校に収容し、3年生は大正中央中学校内に分校を設けて授業を実施していた。翌1957年には大正中央中学校内の分校を廃止し、現在地に完全統合している。

### 年表
- 1955年10月28日 - 現在地に大阪市立大正中央中学校の分校を設置。
- 1956年4月1日 - 大阪市立大正西中学校として独立開校。
- 1957年5月13日 - 分校を廃止。本校に完全統合。
- 1957年7月2日 - 第一期増築校舎竣工式。この日を創立記念日とする。
- 1970年5月28日 - 大阪市教育研究所研究協力校に委嘱される。
- 1971年10月4日 - 交通安全協力校として大正警察署から表彰される。
- 1975年7月1日 - 大阪市教育委員会から、家庭科の研究校に指定される。
- 1979年7月30日 - 校内売店の火災。
- 1980年12月30日 - 体育館が火災。
- 1995年 - 阪神・淡路大震災で校舎や校区に被害。
- 1999年 - 新校舎竣工。

## 通学区域
- 大阪市立南恩加島小学校・大阪市立鶴町小学校の通学区域。

大阪市大正区 平尾1丁目（一部）、船町1-2丁目、南恩加島1-7丁目（5丁目の一部を除くほぼ全域）、鶴町1-5丁目。

## 交通
- 大阪シティバス 昌運橋バス停 北へ約100m。
- 大阪環状線・Osaka Metro長堀鶴見緑地線 大正駅 南へ約4km。

## 著名な出身者
- 三中元克 - お笑いタレント
- 谷口紗知代 - タレント
- 喜多亮太 - 2018 WBSC U-23ワールドカップ 日本代表選手